# Palatul Urania din Viena

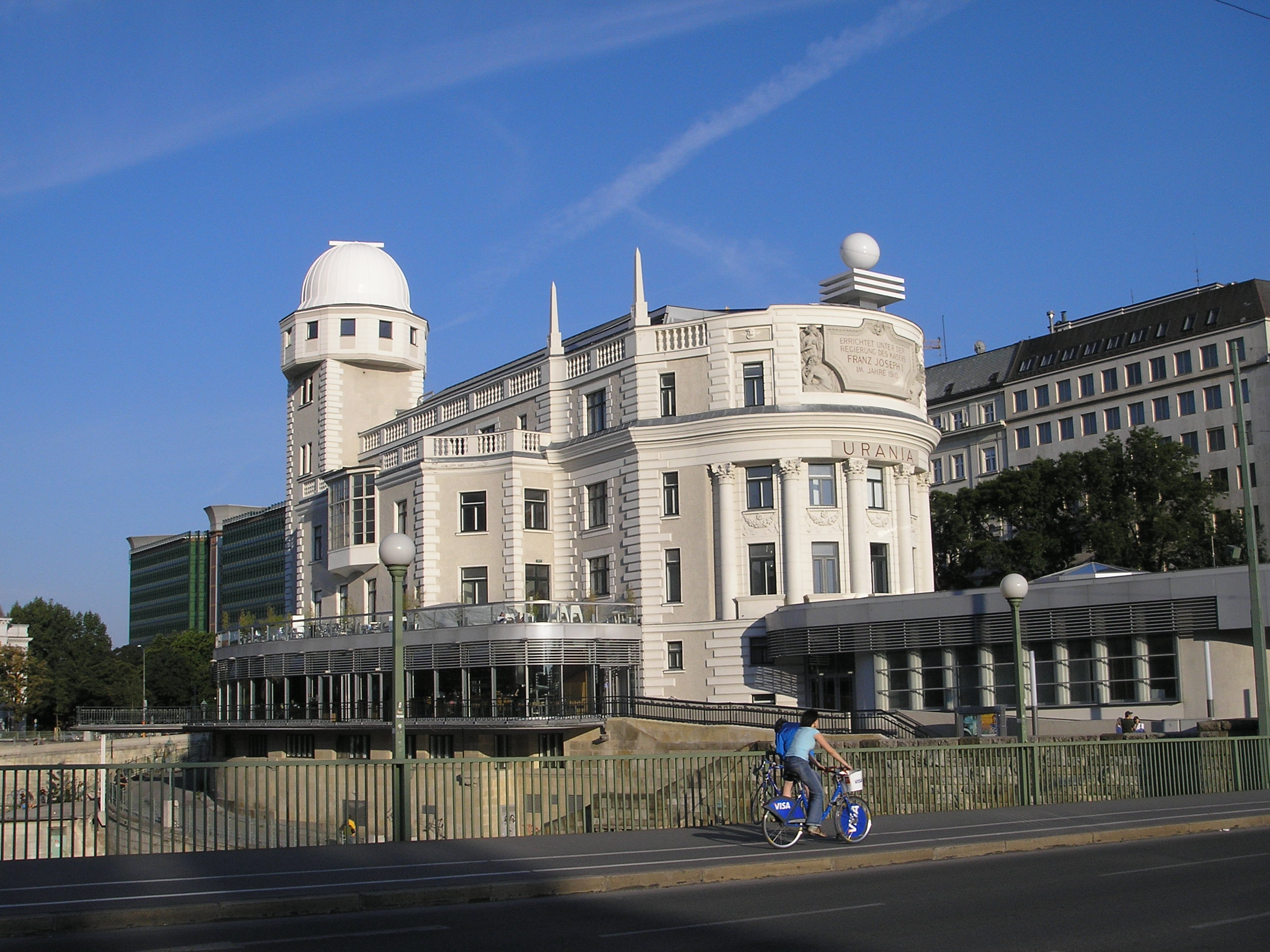
Vedere dinspre Donaukanal

Palatul Urania este o casă de cultură cu cinematograf și observator astronomic situată în Viena.

## Istoric

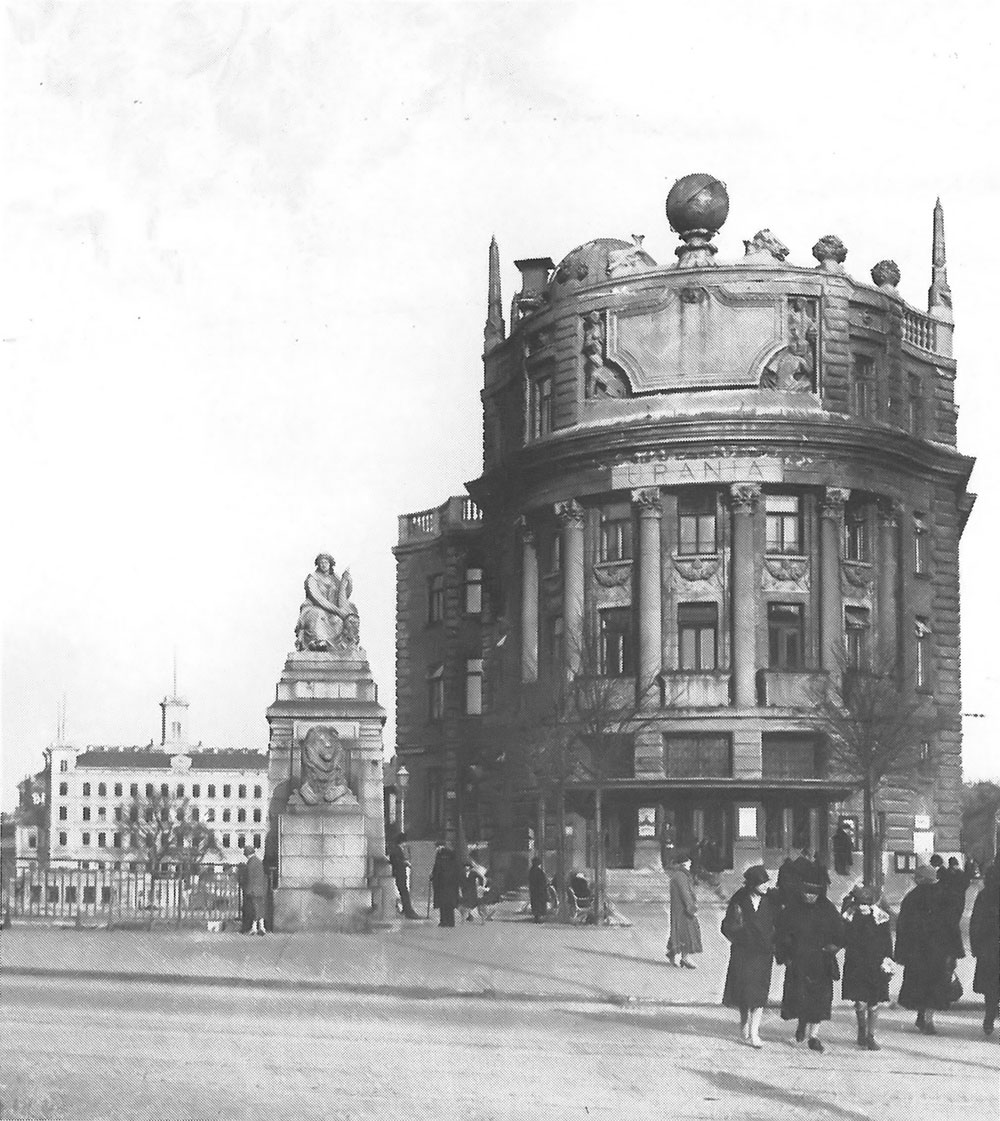
Imagine din anul 1910, la scurt timp de la inaugurare

Asociația Wiener Urania a fost înființată în 1897. Clădirea a fost construită în anii 1909-1910 după planurile arhitectului Max Fabiani, unul din reprezentanții secesiunii vieneze, totodată discipol al lui Otto Wagner. Concomitent a fost ridicat Palatul Urania din Cluj.

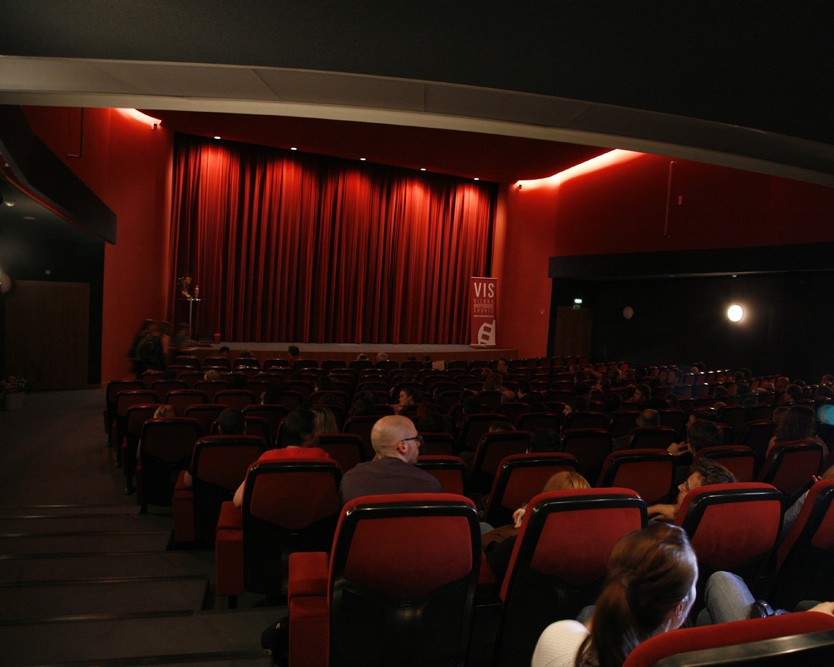
Sala de cinema